# Neu-Isenburg
Neu-Isenburg – miasto w Niemczech, w kraju związkowym Hesja, w rejencji Darmstadt w powiecie Offenbach. 30 września 2015 liczyło 36 826 mieszkańców.
W mieście rozwinął się przemysł fotochemiczny, elektrotechniczny, maszynowy, spożywczy oraz odzieżowy.
W mieście znajduje się stacja kolejowa Neu-Isenburg.

## Współpraca
Miejscowości partnerskie:
- Andrézieux-Bouthéon, Francja
- Bad Vöslau, Austria
- Chiusi, Włochy
- Dacorum, Wielka Brytania
- Veauche, Francja
- Weida, Niemcy